# May-sur-Orne
May-sur-Orne település Franciaországban, Calvados megyében. Lakosainak száma 2017 fő (2022. január 1.). May-sur-Orne Feuguerolles-Bully, Fontenay-le-Marmion, Saint-André-sur-Orne és Laize-Clinchamps községekkel határos.

## Népesség
A település népességének változása:
| Lakosok száma | 1085 | 1345 | 1635 | 1859 | 1800 | 1903 | 1960 | 2014 | 2016 | 2017 |
|               | 1968 | 1982 | 1990 | 2006 | 2013 | 2015 | 2017 | 2019 | 2020 | 2022 |